# Galumna reticulata
Galumna reticulata är en kvalsterart som beskrevs av Hammer 1958. Galumna reticulata ingår i släktet Galumna och familjen Galumnidae. Inga underarter finns listade i Catalogue of Life.